# ワールドペイ
ワールドペイ（英: Worldpay Inc.）は、アメリカ合衆国・シンシナティに本拠を置き、世界140カ国以上に顧客を持つ決済サービスプロバイダ。イギリスやアジア地域など世界に25の拠点を有する。日本法人はWorldpay株式会社。ニューヨーク証券取引所、ロンドン証券取引所上場企業（NYSE: WP、LSE: WPG）。

## 沿革
ワールドペイは、起業家のニック・オグデン（Nick Ogden）によるオンライン小売業のベンチャーとしてイギリスでスタート、1993年に電子マネー決済を試行、1994年にオンライン決済を開始、1997年にWorldpay Ltd.を設立した。世界120カ国に2万人の顧客を持つ事業に急成長したのち、ニック・オグデンは2002年6月、ロイヤルバンク・オブ・スコットランド（RBS）に、ワールドペイの事業を売却した。
一方、1989年にナショナル・ウエストミンスター銀行は、店頭決済を対象とする電子決済部門のStreamlineを設立、2000年のRBSによるナショナル・ウエストミンスター銀行買収の際、StreamlineはRBSの傘下となり、続いて2002年のワールドペイ買収後、RBSはワールドペイとStreamlineを経営統合させ、RBS Worldpayのブランド名のもとに置かれることとなった。RBSは大陸欧州やアメリカに拠点を持つ決済サービス企業の買収を進め、RBS Worldpayの事業は国際的に拡大した。世界金融危機の発生を受け欧州委員会から事業の選択集中を求められたRBSは、2010年8月、RBS Worldpayの株式の8割をアメリカの投資会社のAdvent Internationalとベインキャピタルに売却することを決定、売却後、社名は再びワールドペイ（Worldpay Group plc）となった。
RBSからの独立後、アメリカのCentury Payments Inc.を買収するなど事業の拡大が続き、2013年11月、RBSは保有していた残りの株式の売却を発表、2015年10月、ワールドペイはロンドン証券取引所に株式公開した。2017年7月、アメリカの決済サービス企業Vantiv Inc.がワールドペイの買収・合併を発表、2018年1月に合併を完了し、新会社のワールドペイ（Worldpay Inc.）が発足、アメリカ・シンシナティに本社を置きニューヨーク証券取引所とロンドン証券取引所双方の上場企業となった。
ワールドペイの顧客企業は、各国の小売企業、航空会社や旅行業界、ゲーミング業界などに及び、2017年4月、バニラエアがワールドペイの決済システムを導入、2017年11月、ゲーミングデバイス大手のRazerがワールドペイの決済システムを導入した。
日本法人「Worldpay株式会社」は、東京（山王パークタワー）にある。